# Корк, Август Иванович
А́вгуст Ива́нович Корк (традиционное написание; также — А́угуст Я́анович Корк, эст. August Kork; 22 июля [3 августа] 1887, деревня Аардла, Дерптский уезд, Лифляндская губерния, Российская империя — 12 июня 1937, Москва, РСФСР, СССР) — советский военачальник, командующий армиями в период Гражданской войны, командарм 2-го ранга (20.11.1935). Начальник Военной академии РККА им. М. В. Фрунзе, член ЦИК СССР. Расстрелян по «делу Тухачевского». Посмертно реабилитирован в 1957 году.

## Биография
Родился в семье крестьянина-эстонца в деревне Аардла Дерптского уезда Лифляндской губернии (ныне — в волости Кастре Тартуского уезда Эстонии). Лютеранского вероисповедания.
Окончил 4-классное училище в городе Юрьеве (ныне Тарту, Эстония).

### Служба в Русской императорской армии
Военную службу начал в августе 1905 года юнкером Виленского пехотного юнкерского училища, в 1907 году был переведен в Чугуевское пехотное юнкерское училище. В 1908 году окончил курс училища по 1-му разряду и был произведен из портупей-юнкеров в подпоручики.
С июня 1908 года по август 1911 года служил младшим офицером в 7-й роте 98-го пехотного Юрьевского полка в городе Двинске (ныне Даугавпилс в Латвии), затем командирован на учёбу в Николаевскую военную академию (г. Санкт-Петербург).
В 1911—1914 годах обучался в академии, по окончании которой (окончил 2 класса по 1-му разряду) был причислен к Генеральному штабу с прикомандированием с 22.05.1914 к штабу Виленского военного округа для испытания (на практику).
Участник Первой мировой войны. С началом войны назначен на должность обер-офицера для поручений штаба 20-го армейского корпуса действующей армии. В октябре 1914 года, за отличия в делах против германцев, был награждён орденом Святой Анны 3-й степени с мечами и бантом.
22 марта 1915 года поручик Корк был назначен старшим адъютантом штаба 3-го Сибирского армейского корпуса, переведен в кадры Генерального штаба и исключён из списков 98-го пехотного Юрьевского полка.
15 июня 1915 года назначен старшим адъютантом штаба 8-й Сибирской стрелковой дивизии 3-го Сибирского армейского корпуса.
С 25 декабря 1915 года исправлял должность помощника старшего адъютанта Отдела генерал-квартирмейстера штаба 10-й армии. 18 августа 1916 года, за отлично-усердную службу и труды, понесённые во время военных действий, Генерального штаба штабс-капитан Корк был награждён орденом Святого Владимира 4-й степени.
В начале 1917 года окончил ускоренный курс Киевской военной школы лётчиков-наблюдателей с присвоением звания «военный лётчик-наблюдатель».
С 25 февраля 1917 года и до демобилизации, в чине капитана, исправлял должность штаб-офицера для поручений по авиации Управления генерал-квартирмейстера штаба Главнокомандующего армиями Западного фронта.
В августе 1917 — феврале 1918 года Корк был выборным председателем солдатско-офицерского комитета Западного фронта.
В феврале 1918 года штаб фронта был расформирован, Корк уволен со службы.
Последний его чин в «старой» русской армии — Генерального штаба капитан.

### Служба в Красной армии, участие в Гражданской войне
- В июне 1918 года Август Корк добровольно вступил в Красную армию РСФСР, служил в оперативном отделе Всероглавштаба.
- С октября 1918 года — начальник отделения штаба Западного фронта и начальник оперативно-разведывательного отдела штаба 9-й армии.
- С декабря 1918 года — консультант при Народном комиссариате обороны Эстляндской трудовой коммуны.
- В феврале—мае 1919 года — начальник штаба Армии Эстляндской трудовой коммуны (так называемая Эстонская Красная Армия).
- С июня 1919 года — помощник командующего 7-й армией. Руководил обороной Петрограда от войск генерала Н. Н. Юденича.
- В августе 1919 — октябре 1920 года — командующий 15-й армией. Участвовал в войне с Польшей.

…Корк — это моя гордость, — восторгался действиями командарма в 1920 году на Западном фронте Главком С. Каменев в разговоре по прямому проводу с командующим фронтом М. Тухачевским. — Как на каждом фронте есть всегда один из командующих, играющий первую скрипку, таковой скрипкой на Восточном фронте были вы, так у нас на Западном фронте Корк, а Уборевич — на Южном…
- В октябре 1920 — мае 1921 года — командующий 6-й армией. Действовал против войск Русской армии П. Н. Врангеля. В ходе Перекопско-Чонгарской операции руководил штурмом Перекопа и взятием позиций к югу от Перекопа у с. Юшунь.
- С мая 1921 года командующий войсками Харьковского военного округа, с 21 апреля 1922 года — помощник командующего Вооружёнными Силами Украины и Крыма.
- С октября 1922 по декабрь 1923 года — командующий Туркестанским фронтом. Руководил военными операциями против басмачества в Средней Азии[13].

### Карьера в РККА после Гражданской войны
- С декабря 1923 года — помощник командующего, а с апреля 1924 — командующий войсками Западного военного округа.
- С февраля 1925 года командовал Кавказской Краснознаменной армией.
- С ноября 1925 года командовал войсками Белорусского военного округа.
- С мая 1927 — командующий войсками Ленинградского военного округа (до мая 1928 года). В 1927 году вступил в ВКП(б) (с 1925 года являлся кандидатом в члены партии).
- Военный атташе в Германии (с июня 1928 по май 1929 года). Тогда же и сам прошёл обучение в военно-учебных заведениях рейхсвера в Германии в конце 1920-х годов[14].
- Начальник Управления снабжений РККА (с мая по ноябрь 1929 года).
- С ноября 1929 года по сентябрь 1935 года — командующий войсками Московского военного округа (МВО).

5 августа 1934 года во вверенном ему округе произошёл инцидент по захвату казарм 2-го стрелкового полка Московской Пролетарской стрелковой дивизии отрядом курсантов под командованием начальника артиллерийского дивизиона Осоавиахима А. С. Нахаева, призвавшего своих подчинённых вооружиться и свергать правительство. Каганович сообщил об этом Сталину, находившемуся на отдыхе. Потребовав тщательного расследования, наряду с признанным «неуравновешенным» Нахаевым Сталин упомянул и А. И. Корка. «Вызовите Корка и его помполита и дайте им нагоняй за ротозейство и разгильдяйство в казармах. Наркомат обороны должен дать приказ по всем округам в связи с обнаруженным разгильдяйством. Контроль пусть энергичнее проверяет казармы, склады оружия и т. д.».
После того, как решением Политбюро от 22 августа были наложены взыскания на руководителей Осоавиахима, нарком обороны СССР К. Е. Ворошилов планировал наказать также Корка, однако с этим не согласился Каганович, апеллируя к Сталину 28 августа 1934 г.: «Сейчас т. Корк прислал мне лично письмо с просьбой поддержать его освобождение от поста командующего МВО. Я лично думаю, что вряд ли следует его освобождать». Сталин его поддержал в письме от 30 августа: «Корка не следует снимать. Дело не только в Корке, а прежде всего в благодушии и ротозействе, царящих во всех округах. Здесь округа подражают центру. Надо вздуть органы политуправления армии и особотдел, которые не подтягивают, а размагничивают людей».
А. И. Корк был снят с должности только 5 сентября 1935 года за провал боевой и профессиональной подготовки в округе. Заместитель наркома обороны М. Н. Тухачевский на итоговом заседании Военного совета при наркоме обороны СССР 9 декабря 1935 года вступил в острую полемику с 1-м заместителем наркома, начальником Политуправления РККА Я. Б. Гамарником, который утверждал, что «Московский округ вытягивается на одно из хороших мест и медленно выходит в люди». «Из всех округов, которые я видел, — утверждал Тухачевский, — Московский округ самый худший, это совершенно бесспорно и безоговорочно. Московский округ несравненно хуже Украинского округа и Ленинградского округа. Так как Август Иванович Корк и т. Кулик находятся здесь, то при них можно говорить и неприятные вещи».
Несмотря на смещение с должности командующего МВО, И. В. Сталин согласился с присвоением Корку высшего персонального воинского звания «командарм 2 ранга» в ноябре 1935 года.
- С сентября 1935 и до ареста в мае 1937 года — начальник и комиссар Военной академии РККА имени Фрунзе. Был членом комиссии по разработке ПУ 36. Член Совета Военно-научного общества РККА.

### Арест и казнь
В ходе репрессий в РККА был арестован 12 мая 1937 в своей квартире в доме № 2 по улице Серафимовича (кв.389).
Проходил по делу Тухачевского и был обвинён в нарушении присяги, измене Родине и измене народам СССР и РККА. Признал себя виновным в участии «в военно-фашистском заговоре». Специальным присутствием Верховного суда СССР 11 июня 1937 вместе с другими обвиняемыми был приговорён к смертной казни и в ночь на 12 июня расстрелян. Кремирован в Донском крематории, прах захоронен в общей могиле на Донском кладбище в Москве.
Реабилитирован 31 января 1957 года «за отсутствием состава преступления».
Жена А.Корка — Екатерина Михайловна Корк (1894—1941) — родилась в с. Воскресенское Мышкинского уезда Ярославской губерни, из крестьян, образование незаконченное среднее. В июне 1937 года Екатерина Михайловна была выслана в Астрахань, где 5 сентября этого же года была арестована «за недоносительство». 28 августа 1937 года осуждена на 8 лет исправительно-трудовых лагерей. В 1939 году этапирована в Москву. 13 июля 1941 году приговорена к высшей мере наказания по обвинению в участии в контрреволюционной террористической организации; расстреляна 28 июля 1941 года на Коммунарке. Место захоронения — Московская область, спецобъект НКВД «Коммунарка». Реабилитирована 10 июня 1958 года ВКВС СССР.
Детей у четы Корков не было.

## Воинские чины и звания
- Нижний чин (юнкер, портупей-юнкер) — с 31.08.1905
- Подпоручик — 15.06.1908 (старшинство с 14.06.1907)
- Поручик — 25.10.1911 (старш. с 14.06.1911)
- Генерального штаба штабс-капитан — 10.09.1915 (старш. с 14.06.1915)
- Генерального штаба капитан — 15.08.1916 (старш. с 14.06.1915; с 30.09.1917 — старшинство с 14.06.1914)[18]
- Командарм 2-го ранга — 20.11.1935[19]

## Награды
- Медаль «В память 100-летия Отечественной войны 1812» (1912)
- Медаль «В память 300-летия царствования дома Романовых» (1913)
- Орден Святого Станислава 3-й степени (ВП от 08.05.1914)
- Орден Святой Анны 3-й степени с мечами и бантом (ВП от 29.10.1914)
- Орден Святого Станислава 2-й степени с мечами (ВП от 01.04.1915)
- Орден Святой Анны 4-й степени с надписью «За храбрость» (утв. ВП от 16.11.1915)
- Орден Святого Владимира 4-й степени (ВП от 18.08.1916, «за отлично-усердную службу и труды, понесённые во время военных действий»)
- Орден Святой Анны 2-й степени с мечами (утв. ПАФ от 31.03.1917)
- Два ордена Красного Знамени РСФСР (26.11.1919, 15.07.1920)[20]
- Почётное революционное оружие с прикреплённым к нему орденом Красного Знамени РСФСР (30.12.1920, «за энергичное и умелое руководство операциями армии, повлёкшее разгром и уничтожение врангелевской армии»).

## Отзывы
- «Знаю [Корка] с октября 1920 года. Крупный военный работник с большим опытом и отличной теоретической подготовкой. Обладает большой инициативой, огромной энергией и работоспособностью. Зарекомендовал себя прекрасно как командарм. Политически вполне лоялен, своему назначению соответствует вполне» (М. В. Фрунзе)[12].

## Память
- На здании Общевойсковой академии Вооружённых сил Российской Федерации в Москве в феврале 2022 года установлена мемориальная доска в честь Августа Корка[21].
- Именем А. И. Корка до 2016 года называлась улица имени Леся Сердюка в городе Харькове[22].